# Collinsville (Oklahoma)
Pour les articles homonymes, voir Collinsville.
La ville de Collinsville est située dans les comtés de Rogers et Tulsa, dans l’État de l’Oklahoma, aux États-Unis. Sa population s’élevait à 5 606 habitants lors du recensement de 2010, estimée à 6 897 habitants en 2017.

## Histoire
Le nom de la localité date de juin 1898. Elle a été incorporée en tant que city en avril 1899.

## Source
- (en) Cet article est partiellement ou en totalité issu de l’article de Wikipédia en anglais intitulé « Collinsville, Oklahoma » (voir la liste des auteurs).